# Massif de Bohême
 (décembre 2021).
Si vous disposez d'ouvrages ou d'articles de référence ou si vous connaissez des sites web de qualité traitant du thème abordé ici, merci de compléter l'article en donnant les références utiles à sa vérifiabilité et en les liant à la section « Notes et références ».
Le massif de Bohême (en tchèque : Česká vysočina ou Český masiv ; en allemand : Böhmische Masse) est un large massif montagneux situé en Europe centrale qui s'étend sur la partie occidentale et centrale de la Tchéquie ainsi que les régions voisines de l'Allemagne, le sud de la Pologne et le nord de l'Autriche. L'arc montagneux est un massif ancien du Paléozoïque qui fait partie de la chaîne hercynienne.

## Géographie
Le massif de Bohême est structuré en plusieurs chaînes montagneuses : 
- les monts Métallifères (incluant le massif gréseux de l'Elbe) au nord-ouest ;
- les Sudètes (incluant les monts de Lusace, les monts des Géants et le Hrubý Jeseník) au nord-est ;
- la forêt de Bohême (incluant la forêt du Haut-Palatinat et la forêt de Bavière) au sud-ouest ;
- le plateau granitique d'Autriche (incluant le Dunkelsteinerwald sur la rive sud du Danube) au sud ;
- les monts de Bohême-Moravie au sud-est.

Il culmine à 1 603 mètres, au sommet du Sniejka. En Tchéquie, le massif de Bohême entoure la région de Bohême et l'ouest de la Moravie. Il s'étend jusqu'à la Silésie en Pologne, à la Saxe et la Bavière en Allemagne, ainsi qu'à la Haute et la Basse-Autriche.
Le massif de Bohême est marqué par des paysages d'arêtes étendues, de plateaux et de synclinaux dont les fonds sont constitués de sol brun et de gley. Il est la source de l'Elbe et de l'Oder au nord-est. À l'extrémité sud se situe la Wachau, une cluse formée par le Danube.

## Géologie

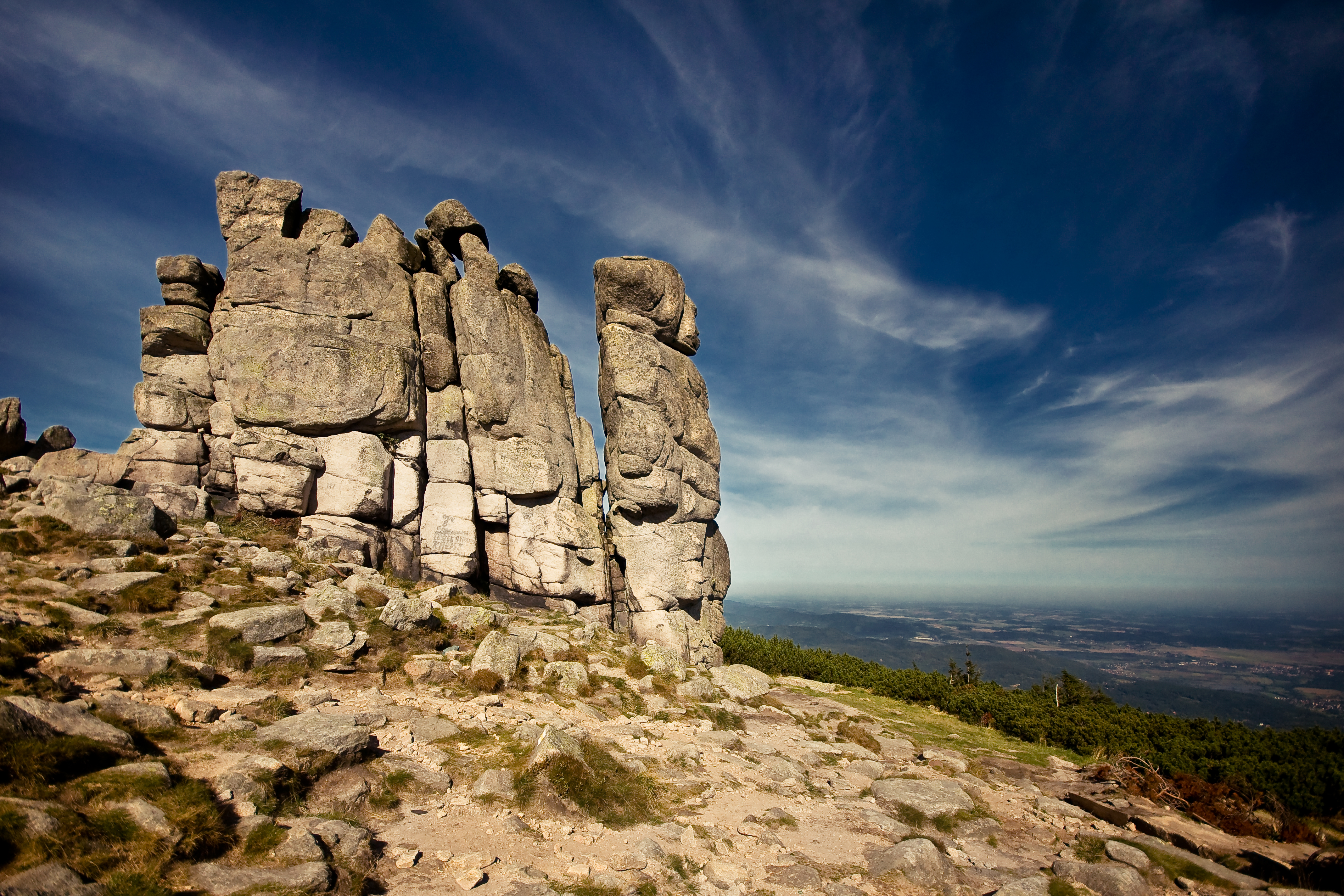
Les roches du Słonecznik dans les monts des Géants.

Le massif s'est formé durant la période géologique d'orogénèse s'étalant du Dévonien (-400 millions d'années) au Permien (-245 millions d'années). Il est essentiellement constitué de roches cristallines, notamment du granite et du gneiss.
Le massif de Bohême constitue la partie centrale de la chaîne hercynienne. Le massif des Vosges, le massif de la Forêt-Noire, le massif du Harz et le massif ardennais, qui s'élèvent à l'ouest et au nord, datent de la même période. Le massif de Bohême a subi, sur son flanc sud, l'orogenèse alpine en raison de la remontée de la plaque africaine vers l'Europe et la poussée de l'Italie au cœur du continent européen.